# Ferran I de les Dues Sicílies
Ferran I de les Dues Sicílies (italià: Ferdinando I)  (Nàpols, 12 de gener de 1751 - Nàpols, 4 de gener de 1825), fins a 1816 conegut com Ferran IV de Nàpols i III de Sicília, va ser rei de Nàpols i Sicília, units després en el regne de les Dues Sicílies.

## Família i infantesa
Nascut al Palau Reial de Nàpols el dia 12 de gener de l'any 1751 essent fill del rei Carles III d'Espanya i de la princesa Maria Amàlia de Saxònia. El príncep era net per via paterna del rei Felip V d'Espanya i de la princesa Isabel de Farnesi mentre que per via materna ho era del rei Frederic August II de Saxònia i de l'arxiduquessa Maria Josepa d'Àustria.
Fou germà de Carles IV d'Espanya i de Maria Lluïsa d'Espanya, casada amb l'emperador Leopold II del Sacre Imperi Romanogermànic.

## Herència i regència
El 10 d'agost de 1759 va morir el seu oncle, el rei Ferran VI d'Espanya, i el seu pare va esdevenir l'hereu al tron. La notícia va arribar a Nàpols el 22 d'agost i de seguida es van començar els preparatius, que van incloure la incapacitació mèdica del duc de Calàbria, primogènit del rei Carles, a causa de la seva salut mental. El 6 d'octubre, un dia abans de sortir del país, va renunciar de manera solemne al regne en favor de Ferran, i va establir una Junta de Govern mentre fos menor d'edat.
El consell de regència estava format pel príncep de San Nicandro, el marquès de Tanucci, Antonio del Rio i Carlo di Marco, secretaris d'estat, guerra i marina i gràcia i justícia. El consell va durar vuit anys, i el rei va ser declarat major d'edat als setze anys. El toscà Bernardo Tanucci, home ambiciós que intentà allargar el màxim possible la regència a través de fer-se indispensable a ulls del príncep. Afavorí que Ferran es relacionés amb la classe més baixa de Nàpols (el príncep arribà a vendre peix al mercat), li restringí l'educació i encoratjà les seves relacions amoroses. Ferran desenvolupà la seva vessant atlètica però no l'intel·lectual.
Quant al matrimoni del monarca, inicialment s'havia demanar la mà de Maria Josepa d'Àustria, filla dels emperadors Francesc I i Maria Teresa I d'Àustria, però aquesta va morir a causa de la verola i, finalment, el rei va casar-se amb la seva germana, l'arxiduquessa Maria Carolina d'Àustria, primer per procuració a Viena el 7 d'abril i de presència a Caserta el 12 de maig de 1768.

## Regnat (1776 - 1799)
L'any 1767 acabà la Regència i el seu primer acte com a rei fou l'expulsió dels Jesuites. A les capitulacions matrimonials hi figurava l'obligació de donar a la reina veu al consell d'Estat després del naixement del seu primer fill baró. Intel·ligent, bonica i orgullosa, com la seva mare, però també cruel i dominant, la seva ambició era col·locar el Regne de Nàpols en una posició de poder; ella aviat portarà a terme les funcions de sobirana desplaçant al seu marit de l'exercici reial.
Tanucci va ser destituït l'any 1777, i l'anglès Sir John Acton va succeir-lo. Acton, nomenat per la reina, va portar a terme una política d'allunyament d'Espanya i d'aproximació al Sacre Imperi Romanogermànic i el Regne Unit de la Gran Bretanya signant acords comercials i militars. Internament reduí el sistema d'espionatge, corrupció i crueltat que era l'administració napolitana.
Amb l'esclat de la Revolució Francesa l'any 1789, la cort napolitana no es mostrà contrària a les idees revolucionàries arribant inclús a flirtejar amb aquestes. Ara bé, amb l'execució del rei Lluís XVI de França, cunyat de la reina de Nàpols, el rei Ferran sentí por i horror i s'adherí a la Primera Coalició contra la Primera República Francesa de 1793.
Tot i la pau signada amb França l'any 1796, les demandes del Directori francès les tropes del qual havien ocupat Roma, van alarmar al Rei i a instàncies de la seva esposa i amb l'avantatge que les victòries de Nelson li donaven i el fet que Napoleó I de França es trobés a Egipte marxà amb l'exèrcit vers Roma arribant a ocupar-la. Les seves columnes no aguantaren gaire i hagué de retornar a Nàpols perseguit pels francesos havent de fugir a Sicília a bord d'un vaixell anglès.

## Nàpols i Napoleó
Els francesos entraren a la ciutat tot i la ferotge resistència de les classes populars napolitanes que eren devotes del monarca. Amb l'ajuda de la noblesa i de la burgesia establiren la República Partenopea (gener de 1799 fins a maig de 1800). El rei envià el cardenal Ruffo amb una expedició de calabresos per recuperar Nàpols. El maig de 1800 el rei entrava a la ciutat havent derrotat els francesos i la República, mostrant-se particularment ansiosos la parella reial que cap perdó fos concedit als rebels.
Quan la guerra va esclatar entre França i el Sacre Imperi Romanogermànic, el rei signà el tractat d'Amiens de neutralitat però aviat prengué partit per la part austrorussa que formà la Tercera Coalició i permeté que aquests ocupessin terres del Regne de Nàpols. Les victòries franceses a la batalla d'Austerlitz van permetre a Napoleó I de França enviar l'exèrcit al sud de la península Itàlica, havent-se de refugiar el rei a Sicília permeten que els francesos entressin de nou a Nàpols.
Napoleó declarà que la dinastia borbònica havia estat foragitada de la Corona i va proclamar al seu germà Josep Bonaparte com a rei de Nàpols i Sicília. Malgrat tot, Ferran resistí a Palerm i seguí governant l'illa de Sicília sota la protecció britànica. Les institucions parlamentàries de tipus feudal havien existit a l'illa durant molt de temps i Lord William Bentick, primer ministre britànic, va instar a la reforma constitucional a l'estil anglès o francès. El rei pràcticament abdicà en favor del seu fill, el príncep Francesc de Borbó-Dues Sicílies, i envià la reina a un exili austríac on morí l'any 1814.
El 27 de novembre de 1814 es casà morganàticament a Palerm amb la duquessa de Floridia, Lucia Migliaccio, que va ser creada princesa de Castura després del matrimoni.

## La Restauració, la revolució de 1820 i la Santa Aliança
Amb la caiguda de Napoleó, va caure també Joaquim Murat, que havia succeït a Josep Bonaparte com a rei de Nàpols, i Ferran tornà a la ciutat. La política que seguí a partir de 1815 s'inscrigué dins de la política austríaca de Metternich; és a dir, conservadorisme i manteniment de l'statu quo. L'any 1816 proclamà la unió dels dos regnes sota el nom de Regne de les Dues Sicílies.
Depenent de la política austríaca, el comte Nugent fou declarat comandant en cap de l'Exèrcit, i per quatre anys ell regnà com un dèspota, qualsevol esforç o temptativa de caràcter liberal fou durament reprimida.
La supressió del liberalisme va causar una gran alarma entre els Carbonari de gran influència dins de l'exèrcit. El juliol de 1820 un cop militar sota les ordres del general Guglielmo Pepe obligà al rei a firmar una constitució a l'estil de la constitució espanyola de 1820. D'altra banda, tingué lloc una revolta a Sicília que pretenia recuperar la independència de l'illa i que fou sufocada per l'exèrcit.
El regne s'adherí a la Santa Aliança. Aviat els exèrcits austríacs entraren a Nàpols i restauraren l'statu quo en favor de la monarquia absoluta, iniciant-se així una era de salvatge persecució en contra de liberals i persones que haguessin recolzat Josep Bonaparte.
El rei morí a la ciutat que l'havia vist a néixer al 4 de gener de 1825 a l'edat de 74 anys.

## Descendència
Del seu matrimoni amb Maria Carolina d'Àustria van néixer disset fills:
- Maria Teresa (Nàpols, 1772-Viena, 1807). Emperadriu romanogermànica.

- Lluïsa (Nàpols, 1773-Florència, 1803). Gran duquessa de Toscana.
- Carles (Nàpols, 1775-1778). Duc de Calàbria.
- Maria Anna (Nàpols, 1775-1780).

- Francesc I (Nàpols, 1777-1830). Rei de les Dues Sicílies.

- Maria Cristina (Caserta, 1779-Savonna, 1849). Reina de Sardenya.
- Cristina Maria (Caserta, 1779-Nàpols, 1783). Bessona de l'anterior.
- Carles (Nàpols, 1780-1789).
- Josep (Nàpols, 1781-1783).

- Maria Amèlia (Caserta, 1782-Claremont House, 1865). Reina dels francesos.

- Maria Antònia (Nàpols, 1784-Madrid, 1806). Princesa d'Astúries.
- Maria Clotilda (Nàpols, 1786-1792).
- Maria Enriqueta (Nàpols, 1787-1792).
- Carles (Nàpols, 1788-1789).

- Leopold (Nàpols, 1790-1851).
- Albert (Nàpols, 1792-1798)
- Maria Isabel (Nàpols, 1793-1801)

No va tenir fills del segon matrimoni amb Lucia Migliaccio.